# اسلام سراج
اسلام سراج (انگلیسی: Islam Seraj؛ زادهٔ ۷ مارس ۱۹۸۹) یک ورزشکار اهل عربستان سعودی است.
از باشگاه‌هایی که در آن بازی کرده‌است می‌توان به باشگاه فوتبال الاهلی عربستان سعودی، باشگاه فوتبال الوحده عربستان سعودی، باشگاه فوتبال الاتفاق عربستان سعودی، و باشگاه فوتبال الفیصلی عربستان سعودی اشاره کرد.